# Volum (termodinàmica)
|  | Pel concepte general de volum, vegeu volum. |

En termodinàmica, el volum d'un sistema és un paràmetre extensiu important per descriure'n el seu estat termodinàmic. El volum específic, una propietat intensiva, és el volum del sistema per unitat de massa. El volum és una funció d'estat i és interdependent amb alters propietats termodinàmiques com la pressió i la temperatura. Per exemple, el volum d'un gas ideal es relaciona amb la pressió i la temperatura mitjançant la llei dels gasos ideals.
El volum físic d'un sistema no ha de coincidir necessàriament amb el volum de control utilitzat per analitzar el sistema.

## Conceptes generals
El volum d'un sistema termodinàmic se sol referir al volum de fluid que treballa (per exemple, el fluid dins d'un pistó). Els canvis d'aquest volum poden ser provocats per una aplicació de treball, o es poden utilitzar per produir treball. Un procés isocor és aquell que opera a volum constant, per la qual cosa no produeix treball; molts altres processos termodinàmics tenen com a resultat un canvi de volum. En particular, un procés politròpic causa canvis al sistema de tal manera que la quantitat {\displaystyle pV^{n}} és constant (on {\displaystyle p} és pressió, {\displaystyle V} és volum i {\displaystyle n} és l'índex politròpic, una constant). Cal notar que per certs índexs politròpics, un procés politròpic pot ser equivalent a un procés a volum, pressió o temperatura constant. Per exemple, per valors d'{\displaystyle n} que s'aproximin a infinit, el procés es pot assimilar a un procés a volum constant (isocor).
Els gasos són compressibles, per la qual cosa els seus volums (i volums específics) poden patir canvis durant els processos termodinàmics. Els líquids, d'altra banda, són gairebé incompressibles, per la qual cosa els seus volums es poden considerar constants. En general, la compressibilitat es defineix com el canvi relatiu de volum d'un fluid o sòlid en resposta a la pressió, i es pot determinar per substàncies en qualsevol fase. D'una manera similar, la dilatació tèrmica és la tendència de la matèria a canviar de volum en resposta a canvis de temperatura.
Molts cicles termodinàmics estan compostos de diferents processos, entre els quals n'hi pot haver, o no, a volum constant. Un cicle de refrigeració per compressió de vapor, per exemple, segueix una seqüència en la qual el fluid refrigerant canvia entre estats líquid i vapor.
La unitat del volum en el Sistema Internacional d'Unitats és el metre cúbic (m³). També se sol usar el litre (L).

## Calor i treball
El treball mecànic realitzat sobre un fluid que treballa causa un canvi en les restriccions mecàniques del sistema; en altres paraules, perquè hi hagi treball cal alterar el volum. És per això que el volum és un paràmetre important per caracteritzar molts processos termodinàmics en els quals hi ha present un intercanvi d'energia en forma de treball.
El volum és una part d'un parell de variables conjugades; l'altra és la pressió. Com tots els parells conjugats, el producte és una forma d'energia. El producte {\displaystyle pV} és l'energia perduda pel sistema a causa del treball mecànic. Aquest producte és un terme que forma part de l'entalpia:
{\displaystyle H=U+pV\,}
On {\displaystyle U} és l'energia interna del sistema.
El segon principi de la termodinàmica descriu restriccions sobre la quantitat de treball útil que es pot extreure d'un sistema termodinàmic. En sistemes termodinàmics en els quals la temperatura i el volum es mantenen constant, la mesura del treball "útil" assolible és l'energia lliure de Helmholtz, i en sistemes en els quals el volum no es manté constant, la mesura del treball útil assolible és l'energia lliure de Gibbs.
De manera similar, el valor adequat de la capacitat tèrmica per usar en un procés donat depèn de si el procés produeix o no un canvi en el volum. La capacitat tèrmica (o calorífica) és funció de la quantitat de calor afegida al sistema. En el cas d'un procés a volum constant, tota la calor afecta l'energia interna del sistema (no hi ha treball pV i tota la calor afecta la temperatura). D'altra banda, en un procés que no és a volum constant, l'addició de calor afecta tant l'energia interna com el treball (i.e. l'entalpia); per tant, la temperatura canvia una quantitat diferent que en el cas de volum constant i, en conseqüència, es necessita un valor de capacitat tèrmica diferent.

## Volum específic
El volum específic ({\displaystyle \nu }) és el volum que ocupa una unitat de massa de la substància o material estudiat. En molts casos és interessant determinar el volum específic perquè, en tractar-se d'una propietat intensiva, es pot fer servir per obtenir l'estat complet d'un sistema si es té una altra variable intensiva independent. El volum específic també permet que s'estudiïn sistemes sense referenciar-los a un volum d'operació exacte, el qual pot no ser conegut (o ser insignificant) en algunes etapes de l'anàlisi.
El volum específic d'una substància és igual al recíproc de la seva densitat màssica. Es pot expressar en {\displaystyle {\frac {m^{3}}{kg}}} o en {\displaystyle {\frac {mL}{g}}}.
{\displaystyle \nu ={\frac {V}{m}}={\frac {1}{\rho }}}
On {\displaystyle V} és el volum, {\displaystyle m} és la massa i {\displaystyle \rho } és la densitat del material.
Per un gas ideal:
{\displaystyle \nu ={\frac {{\bar {R}}T}{P}}}
On {\displaystyle {\bar {R}}} és la constant de gasos específica, {\displaystyle T} és la temperatura i {\displaystyle P} és la pressió del gas.

## Volum d'un gas

### Dependència de la pressió i temperatura
El volum d'un gas incrementa de manera proporcional a la temperatura absoluta i es redueix de manera inversament proporcional a la pressió, aproximadament seguint la llei dels gasos ideals:

{\displaystyle V={\frac {nRT}{p}}}
On:
- p és la pressió
- V és el volum
- n és la quantitat de substància del gas
- R és la constant dels gasos, 8,314 J·K−1mol−1
- T és la temperatura absoluta

Per simplificar, el volum d'un gas es pot expressar com el volum que tindria en condicions estàndard de temperatura i pressió (0 °C i 100 kPa)

### Conversió entre diferents condicions de pressió i temperatura
Per comparar volums de gasos entre dues condicions de pressió i temperatura diferents (1 i 2), assumint nR constant, es pot fer servir la següent equació:
{\displaystyle V_{2}=V_{1}\times {\frac {T_{2}}{T_{1}}}\times {\frac {p_{1}-p_{w,1}}{p_{2}-p_{w,2}}}}
On, addicionalment als termes que ja apareixen a l'equació dels gasos ideals, pw és la pressió parcial de l'aigua gasosa durant les condicions 1 i 2, respectivament.
Per exemple, a continuació es calcula quant de volum ocuparia 1 litre d'aire (a) a 0 °C, 100 kPa, pw = 0 kPa en respirar-lo dins els pulmons, on es barrejaria amb vapor d'aigua (l) i on ràpidament passaria a 37 °C, 100 kPa, pw = 6.2 kPa:
{\displaystyle V_{l}=1\ \mathrm {l} \times {\frac {310\ \mathrm {K} }{273\ \mathrm {K} }}\times {\frac {100\ \mathrm {kPa} -0\ \mathrm {kPa} }{100\ \mathrm {kPa} -6,2\ \mathrm {kPa} }}=1,21\ \mathrm {l} }

### Volum parcial
El volum parcial d'un gas particular és el volum que el gas tindria si ell sol ocupés tot el volum, sense canvis en la pressió i temperatura. És útil en mescles de gas (per exemple, l'aire), quan es vol estudiar un sol component del gas (per exemple, l'oxigen).
El volum parcial es pot aproximar des de la pressió parcial i de la fracció molar:
{\displaystyle V_{x}=V_{tot}\times {\frac {P_{x}}{P_{tot}}}=V_{tot}\times {\frac {n_{x}}{n_{tot}}}}
- Vx és el volum parcial de qualsevol component individual del gas (X)
- Vtot és el volum total de la mescla de gasos
- Px és la pressió parcial del gas X
- Ptot és la pressió total de la mescla de gasos
- nx és la quantitat de substància del gas X
- ntot és la quantitat de substància total de la mescla de gasos